# Troizk (Moskau)
Troizk (russisch Троицк) ist ein Stadtteil der russischen Hauptstadt Moskau mit 39.873 Einwohnern (Stand 14. Oktober 2010). Der Ort gilt als Wissenschaftszentrum (Naukograd), erhielt 1977 die Stadtrechte und wurde 2012 in den neu geschaffenen gleichnamigen Moskauer Verwaltungsbezirk Troizk eingegliedert.
Troizk liegt etwa 38 Kilometer südwestlich des Moskauer Stadtzentrums an der „Kalugaer Chaussee“ (A130), unweit des Flüsschens Desna.

## Geschichte

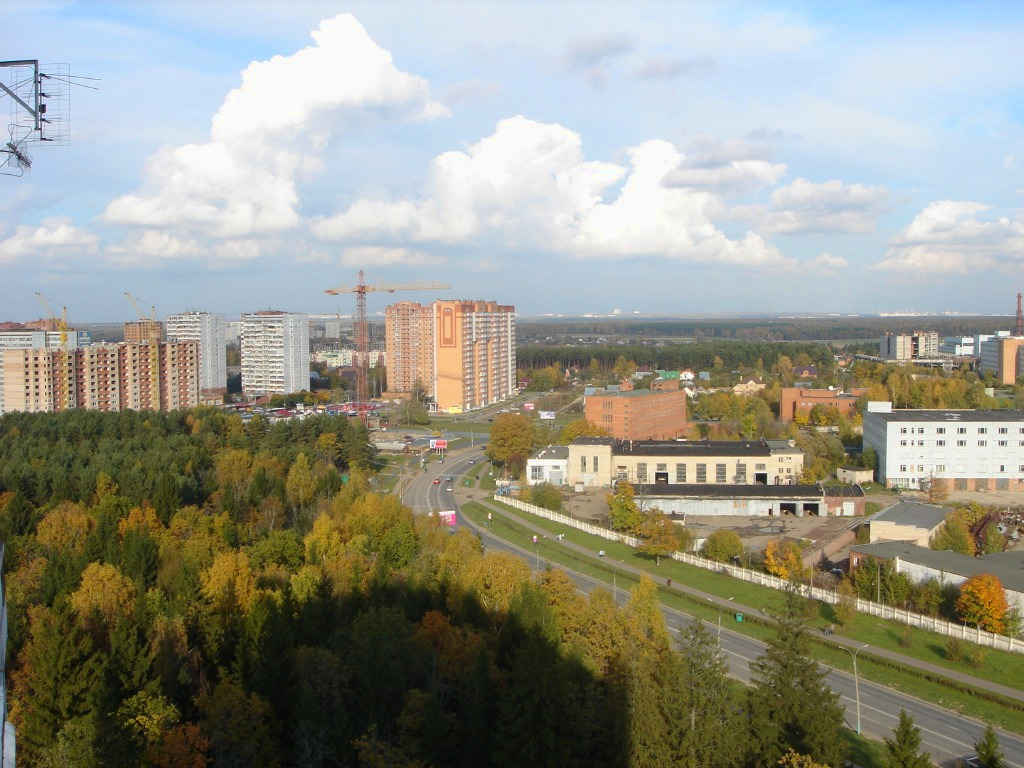
Ein Wohnviertel in Troizk

Das nördliche Stadtgebiet von Troizk umfasst eine dörflich geprägte Ansiedlung, deren Anfänge auf das späte 17. Jahrhundert datieren. Die dort befindliche Bogorodski-Kirche wurde auf Veranlassung von Fürst Repnin in den Jahren 1674 und 1675 erbaut. Im Jahr 1797 gründete der Moskauer Kaufmann P. Prochorow an diesem Ort eine Tuch-Manufaktur, die sich in späteren Jahren auf die Anfertigung von militärischen Uniformen spezialisierte. Es bildete sich eine kleine Werkssiedlung. An gleicher Stelle produziert heute die „Troizker Kammgarnfabrik“ (russisch „Троицкая камвольная фабрика“, Troizkaja Kamwolnaja Fabrika).
Bis zum Jahr 1928 hieß der Ort Troizkoje (Троицкое), dann bis zu Verleihung der Stadtrechte 1977 Troizki (Троицкий). Ab 28. Februar 2005 bildete Troizk als dessen einzige Ortschaft einen gleichnamigen Stadtkreis der Oblast Moskau. Zum 1. Juli 2012 erfolgte der Anschluss des Stadtkreises an die Stadt Moskau. Troizk gehört seither als eine von zehn Gemeinden (posselenije) zu deren Verwaltungsbezirk Troizk, der nach der früheren Stadt benannt wurde.

## Bevölkerungsentwicklung
| Jahr | Einwohner |
| ---- | --------- |
| 1939 | 2.042     |
| 1959 | 5.142     |
| 1970 | 10.172    |
| 1979 | 22.365    |
| 1989 | 29.301    |
| 2002 | 32.653    |
| 2010 | 39.873    |

Anmerkung: Volkszählungsdaten

## Wirtschaft
Die Sowjetische Akademie der Wissenschaften hatte ab 1960 in Troizk einige Forschungsinstitute angesiedelt. Diese forschen z. B. auf dem Gebiet der allgemeinen und der nuklearen Physik, Quantenelektronik und Astrophysik.
Weiterhin gibt es medizinische Forschungsinstitute die hier unter anderem Protonenbehandlungen an Patienten durchführen.

## Verkehr
Der öffentliche Personennahverkehr zwischen Troizk und Moskau (Metro-Station „Тёплый Стан“, „Tjoply Stan“ an der Kaluschsko-Rischskaja-Linie) wird durch häufig pendelnde Linienbusse 398 und 433 bewältigt.
An das Eisenbahnnetz konnte Troizk nicht angeschlossen werden, da die angesiedelten physikalischen Institute erschütterungsempfindliche Apparaturen nutzen, welche durch vorbeifahrende Züge gestört würden.

## Städtepartnerschaften
- Wächtersbach, Deutschland, von 1999 bis zum russischen Überfall auf die Ukraine 2022[2]